# Ancylini
Tribu
Les Ancylini (ou mieux, Ancylaini pour éviter une confusion avec une tribu de mollusques Planorbidae) sont une tribu d'insectes hyménoptères de la famille des Apidae (une des familles d'abeilles).

## Liste des genres
Selon NCBI (10 avril 2023) :
- Ancyla Lepeletier, 1841
- Tarsalia Morawitz, 1895